# Zadora (herb szlachecki)
Zadora – polski herb szlachecki, noszący zawołania Budziszyn i Zadora. Wzmiankowany w najstarszym zachowanym do dziś polskim herbarzu, Insignia seu clenodia Regis et Regni Poloniae, spisanym przez historyka Jana Długosza w latach 1464–1480. Zadora jest jednym z 47 herbów adoptowanych przez bojarów litewskich na mocy unii horodelskiej z 1413 roku.
Herb występował głównie wśród rodzin osiadłych w ziemi krakowskiej i sandomierskiej. Spośród najbardziej znanych rodów pieczętujących się herbem Zadora, należy wymienić Lanckorońskich i Dowgiałłów.
Zadory używał też Karol Antoni Lanckoroński.

## Opis herbu

### Opis historyczny

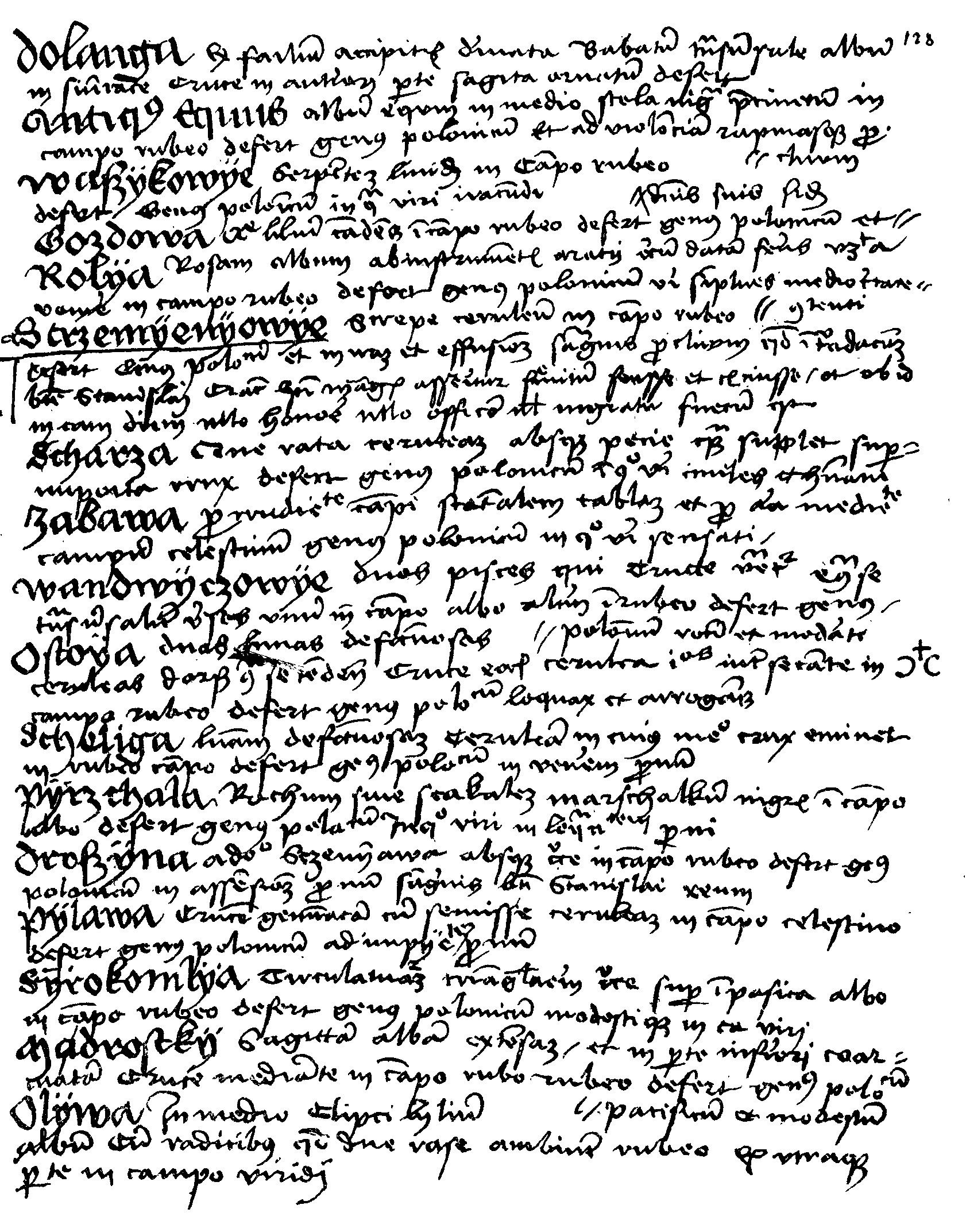
Jedna ze stron manuskryptów Jana Długosza, zawierająca opisy polskich herbów

Jan Długosz (1415–1480) blazonuje herb i opisuje herbownych następująco:

Zadara, caput leonis, flammam ez ore vomentis, in campo celestino defert, in qua viri in furorem procliui. Genus Almanicum, ex Reno ortum ducens.

Po przetłumaczeniu:

Zadora, głowę lwa wymiotującą płomień w polu niebieskim noszą, gdzie ludzie łatwo się denerwują. Ród niemiecki, pochodzący z nad Renu.

Kasper Niesiecki, podając się na dzieła historyczne Marcina Bielskiego, Bartosza Paprockiego i Szymona Okolskiego, opisuje herb:

Głowa lwia szara, kosmata w polu błękitnym, z której paszczęki otwartej, pięć płomieni ognistych wypada na prawą rękę, nad hełmem takaż głowa.

### Opis współczesny
Opis skonstruowany współcześnie brzmi następująco:
Na tarczy w polu błękitnym lwia głowa srebrna ziejąca czerwonym płomieniem.
W klejnocie samo godło.
Labry herbowe błękitne, podbite srebrem.

## Geneza

### Najwcześniejsze wzmianki
Herb z XII wieku. Wizerunek pieczętny 1399 (Zbigniew z Brzezia). W wyniku Unii horodelskiej w 1413 przeniesiony został na Litwę. Herb przyjął Jawnuta Wolimuntowicz – wojewoda trocki, którego adoptował Zbigniew z Brzezia – marszałek koronny.
Najwcześniejsze lokalne źródło heraldyczne wymieniające ten herb to wspomniane już wcześniej Insignia seu clenodia Regis et Regni Poloniae, datowane na lata 1464–1480. Autorem tego dzieła jest polski historyk, Jan Długosz.
Herb został przedstawiony wśród innych polskich herbów w Herbarzu Złotego Runa z lat 1433-1435.

## Herbowni

### Lista Tadeusza Gajla
Lista herbownych w artykule sporządzona została na podstawie wiarygodnych źródeł, zwłaszcza klasycznych i współczesnych herbarzy. Należy jednak zwrócić uwagę na częste zjawisko przypisywania rodom szlacheckim niewłaściwych herbów, szczególnie nasilone w czasie legitymacji szlachectwa przed zaborczymi heroldiami, co zostało następnie utrwalone w wydawanych kolejno herbarzach. Identyczność nazwiska nie musi oznaczać przynależności do danego rodu herbowego. Przynależność taką mogą bezspornie ustalić wyłącznie badania genealogiczne.
Pełna lista herbownych nie jest dziś możliwa do odtworzenia, także ze względu na zniszczenie i zaginięcie wielu akt i dokumentów w czasie II wojny światowej (m.in. w czasie powstania warszawskiego w 1944 spłonęło ponad 90% zasobu Archiwum Głównego w Warszawie, gdzie przechowywana była większość dokumentów staropolskich). Lista nazwisk znajdująca się w artykule pochodzi z Herbarza polskiego, Tadeusza Gajla (164 nazwiska). Występowanie na liście nazwiska nie musi oznaczać, że konkretna rodzina pieczętowała się herbem Zadora. Często te same nazwiska są własnością wielu rodzin reprezentujących wszystkie stany dawnej Rzeczypospolitej, tj. chłopów, mieszczan, szlachtę. Jest to jednakże dotychczas najpełniejsza lista herbownych, uzupełniana ciągle przez autora przy kolejnych wydaniach Herbarza. Tadeusz Gajl wymienia następujące nazwiska uprawnionych do używania herbu Zadora:
|  | Alantsy, Andruszkiewicz , Antochowicz, Antochowski. Bakiewicz, Bakium, Balcerowski, Balicki, Bartosz, Bartoszewicz, Bartoszewski, Bąk, Bąklanckoroński, Bicharu, Bichowski, Borch, Borchowski, Borek, Borski, Brand, Brochowski, Brohomir, Burski, Bychowski. Chrząstkowski, Chrząstowski, Ciecharzewski, Ciemiński, Ciesielski, Cimiński, Ciszewski, Ciszkiewicz, Cywuński. Delikowski, Dobczyński, Dołholewski, Dowgiałło, Dowgiało. Gliszczyński, Gorlicki, Grabowski. Hauntal, Hawnul, Hawnulewicz, Hołowczyc. Janowicz, Janowski, Janutowicz, Jaromirski, Jaszkowski, Jaśkowski, Jawno, Jawnuta. Karwacian, Karwacjan, Karwaczian, Karwowski, Kazirod, Kiezgajło, Kiezgayło, Konarski, Kraszewski, Krentowski, Krzeczowski, Krzentowski, Krzetowski, Krzętowski, Kurowski. Lanckoroński, Langert, Langierd, Lechnicki, Lenartowicz, Lenc, Lenczewski, Lenczowski, Leniec, Leniecki, Lichnicki, Lipiński, Lubomelski. Łączkowski. Maczczeński, Maczyński, Majewski, Marszałkkiewicz, Marszałkowicz, Mączyński, Miączyński, Moczygęba. Narbut, Narbutowicz, Narbutt, Niwicki. Paczkowski, Paskucki, Paskudzki, Paszewicz, Paszkiewicz, Paszkowicz, Paszkowski, Paszkudzki, Piasecki, Pigatz, Pirochowski, Płatuść, Płuksna, Płuksnia, Płuksnio, Prądzyński, Prondzyński, Przecławski. Rosperski, Rospierski, Roszecki, Roszocki, Rozperski, Rusakowski, Rusocki, Russakowski, Russecki, Russocki, Russowski, Rwocki. Samotyja, Siekierzyński, Skurat, Skuratowicz, Skwarzyński, Sobieski, Stołtonos, Stryk, Strykowski, Stryszka, Strzyszka, Strzyżewski, Suchorzewski, Szpakowski, Szwejcer, Szweycer. Świrski. Walter, Więcborski, Włodzisławski, Wodzisławski, Wojakowski, Wojciszewski, Wojeński, Wolimuntowicz, Wrzescz, Wrzeszcz. Zadora, Zadorski, Zadroski, Załuszewski, Zawisza, Zimiński, Zimmermann, Zuzelski, Zużelski. Żychliński, Życieński, Życiński, Żyniecki. Tadeusz Gajl, Herbarz Polski |

### Pozostałe nazwiska
Jury Łyczkowski, na swojej stronie dotyczącej heraldyki, wspomina również o nazwiskach Hawrykowicz i Rusakomski .

## Odmiany
| Odmiany herbu Zadora | Odmiany arystokratyczne herbu Zadora | Herby uznawane za odmiany tylko przez pojedynczych heraldyków |  |

## Galeria

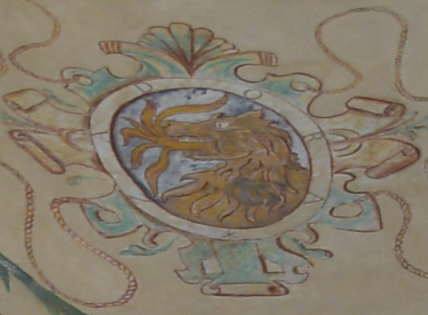
Fresk herbu Zadora na Zamku w Baranowie Sandomierskim
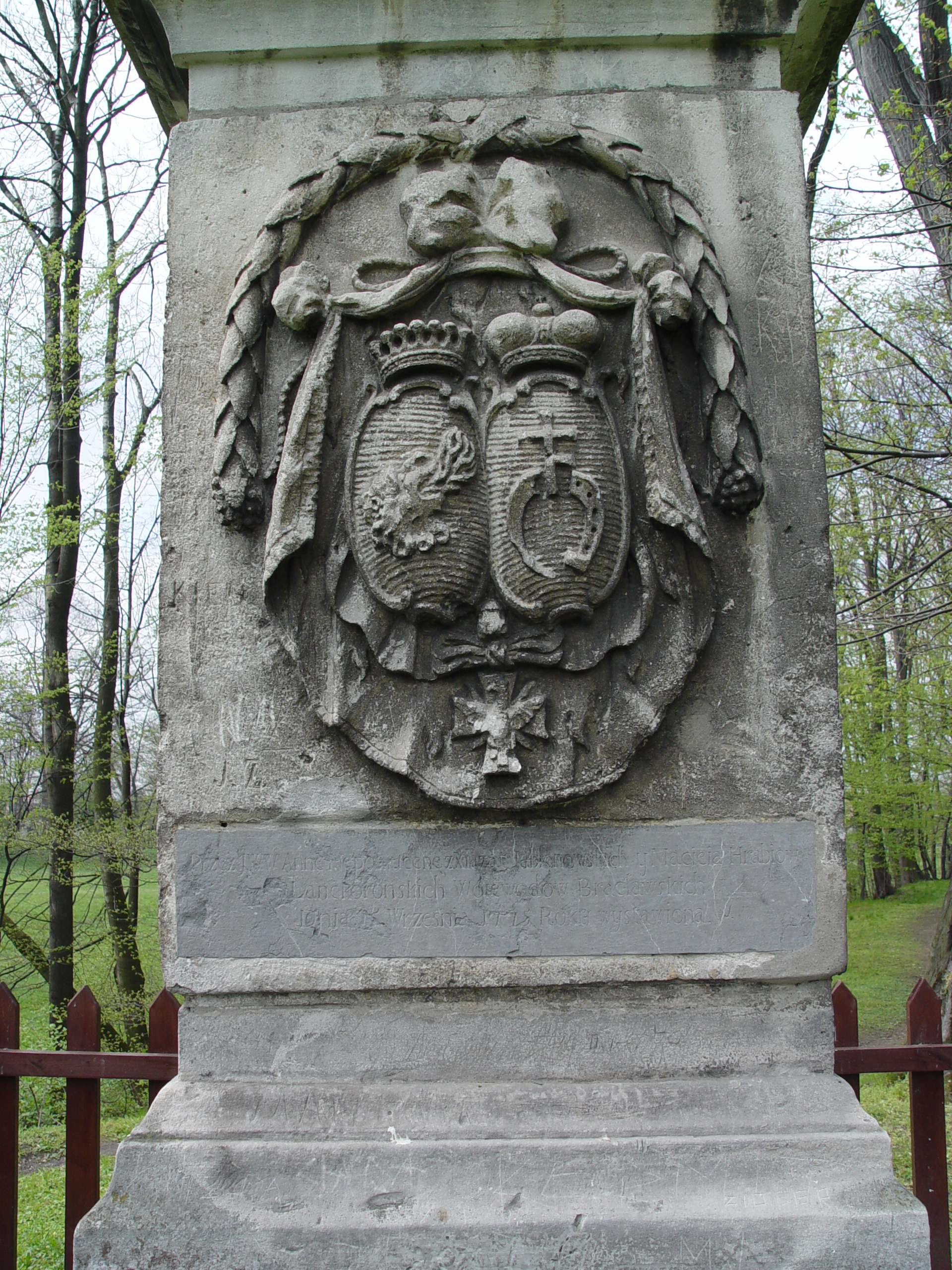
Pomnik św. Jana Nepomucena w Dębnie z herbem Zadora i Jabłonowski